# Egolia variegata
Egolia variegata is een keversoort uit de familie schorsknaagkevers (Trogossitidae). De wetenschappelijke naam van de soort werd in 1842 gepubliceerd door Wilhelm Ferdinand Erichson.